# مايكل ماكغلينشي
مايكل ريان مكغلينتشي (بالإنجليزية: Michael Ryan McGlinchey)‏ (مواليد 7 يناير 1987 في ويلينغتون) لاعب كرة قدم نيوزيلندي يلعب حاليا لصالح نادي سنترال كوست مارينرز الأسترالي .

## روابط خارجية
- مايكل ماكغلينشي على موقع الاتحاد الدولي (مؤرشف)  (الإنجليزية)
- مايكل ماكغلينشي على موقع رابطة كرة القدم اليابانية للمحترفين (اليابانية)
- مايكل ماكغلينشي على موقع قاعدة بيانات كرة القدم.إي يو (الإنجليزية)
- مايكل ماكغلينشي على موقع ناشيونال فوتبول تيمز (الإنجليزية)
- مايكل ماكغلينشي على موقع Soccerbase.com (لاعب) (الإنجليزية)
- مايكل ماكغلينشي على موقع Soccerway.com (الإنجليزية)
- مايكل ماكغلينشي على موقع عالم كرة القدم.نت (الإنجليزية)
- مايكل ماكغلينشي على موقع كووورة
- مايكل ماكغلينشي على موقع أوليمبيديا (الإنجليزية)